# Commission historique du New Jersey
La Commission historique du New Jersey est un organisme gouvernemental de l'État américain du New Jersey, chargé de « préserver le patrimoine historique et d'avancer l'intérêt dans la conscience du passé du New Jersey et au-delà ». Elle a été créée en 1967.